# Nicolae Negumereanu
Nicolae Negumereanu (n. 4 septembrie 1994), cunoscut și sub numele Nick Negumereanu, este un luptător profesionist de arte marțiale mixte (MMA) român care concurează în prezent în categoria categoria semigrea din UFC.

## Început
A început să lupte când avea 15 ani, a reușit să devină campion național la lupte și campion național la kempo. Apoi, s-a răzgândit și și-a mutat atenția către MMA după ce și-a văzut unul dintre prietenii concurând la un spectacol din RXF.

## Carieră în MMA
A debutat în MMA ca profesionist pe 10 octombrie 2016, împotriva lui Alexandru Gavrila. Nicolae a câștigat primul său meci de MMA printr-un TKO. A rămas neînvins luptând mai ales în Real Xtreme Fighting, unii dintre adversarii pe care i-a învins fiind Marius Pîslaru, Constantin Pădure, Robert Orbocea, Yuri Gorbenko și Kovács Kálmán. Pe 19 noiembrie 2018, l-a învins pe Dan Konecke prin manevra de predare "Bravo Choke" la RXF 32 pentru a câștiga primul său titlu în MMA, Campionatul RXF la categoria semigrea.

### Debut în UFC
Negumereanu a fost folosit ca înlocuitor al lui Gökhan Saki, l-a înfruntat pe Saparbek Safarov pe 16 martie 2019 la UFC Fight Night: Till vs. Masvidal în Londra, Anglia. Negumereanu a pierdut lupta prin decizie unanimă.
Din cauza a două intervenții chirurgicale, una la spate și una la genunchi, ar fi ratat următorii doi ani.
Negumereanu s-a confruntat cu Aleksa Camur la UFC pe ESPN: Jung vs. Ige pe 19 iunie 2021. A câștigat meciul prin decizie divizată.
Negumereanu l-a înfruntat pe Ike Villanueva pe 23 octombrie 2021 la UFC Fight Night: Costa vs. Vettori. A câștigat lupta prin knockout în prima rundă.

## Campionate și realizări

### MMA
- Real Xtreme Fighting
  - RXF Light Heavyweight Championship (o dată)

## Record în MMA
| Rezultate profesioniste |             |              |
| 15 meciuri              | 13 victorii | 2 înfrângeri |
| Prin knockout           | 8           | 1            |
| Prin predare            | 3           | 0            |
| La puncte               | 2           | 1            |

| Rezultat   | La general | Adversar                  | Metodă                        | Eveniment                              | Data               | Runda | Timp | Locația                                | Note                                                                               |
| ---------- | ---------- | ------------------------- | ----------------------------- | -------------------------------------- | ------------------ | ----- | ---- | -------------------------------------- | ---------------------------------------------------------------------------------- |
| Înfrângere | 13–2       | Carlos Ulberg             | KO (pumni)                    | UFC 281                                | 12 noiembrie 2022  | 1     | 3:44 | New York City, New York, United States |                                                                                    |
| Victorie   | 13–1       | Ihor Potieria             | TKO (knees and punches)       | UFC 277                                | 30 iulie 2022      | 2     | 3:33 | Dallas, Texas, United States           |                                                                                    |
| Victorie   | 12–1       | Kennedy Nzechukwu         | Decizie (split)               | UFC 272                                | 5 martie 2022      | 3     | 5:00 | Las Vegas, Nevada, United States       | Lui Nzechukwu i-a fost dedus un punct în runda 3 pentru lovituri repetate in ochi. |
| Victorie   | 11–1       | Ike Villanueva            | TKO (punches)                 | UFC Fight Night: Costa vs. Vettori     | 23 octombrie 2021  | 1     | 1:18 | Las Vegas, Nevada, SUA                 |                                                                                    |
| Victorie   | 10–1       | Aleksa Camur              | Decizie (split)               | UFC on ESPN: The Korean Zombie vs. Ige | 19 iunie 2021      | 3     | 5:00 | Las Vegas, Nevada, SUA                 |                                                                                    |
| Înfrângere | 9–1        | Saparbek Safarov          | Decizie (unanimă)             | UFC Fight Night: Till vs. Masvidal     | 16 martie 2019     | 3     | 5:00 | Londra, Anglia                         | Lui Safarov i-a fost dedus un punct în runda 1 pentru că a apucat continuu cușca.  |
| Victorie   | 9–0        | Dan Konecke               | Submission (brabo choke)      | RXF 32                                 | 19 noiembrie 2018  | 2     | 0:30 | Brașov, Romania                        | A câștigat campionatul RXF la categoria semigrea.                                  |
| Victorie   | 8–0        | Kálmán Kovács             | Submission (rear-naked choke) | RXF 31                                 | 1 octombrie 2018   | 1     | 3:12 | Cluj-Napoca, Romania                   | Luptă disputată la categoria grea.                                                 |
| Victorie   | 7–0        | Olutobi Ayodeji Kalejaiye | TKO (punches)                 | RXF 29                                 | 18 decembrie 2017  | 2     | 3:04 | Brașov, Romania                        | Debut la categoria semigrea.                                                       |
| Victorie   | 6–0        | Yuri Gorbenko             | TKO (retragere)               | RXF 28                                 | 30 octombrie 2017  | 2     | 5:00 | Brașov, Romania                        |                                                                                    |
| Victorie   | 5–0        | Hatef Moeil               | TKO (oprire medicală)         | Superior FC 18                         | 16 septembrie 2017 | 1     | 2:35 | Ludwigshafen, Germania                 |                                                                                    |
| Victorie   | 4–0        | Robert Orbocea            | TKO (punches)                 | RXF 27                                 | 29 iulie 2017      | 1     | 1:55 | Piatra Neamț, Romania                  |                                                                                    |
| Victorie   | 3–0        | Constantin Pădure         | Submission (armbar)           | RXF 26                                 | 25 aprilie 2017    | 2     | 1:08 | Brașov, Romania                        |                                                                                    |
| Victorie   | 2–0        | Marius Pîslaru            | TKO (punches)                 | RXF 25                                 | 19 decembrie 2016  | 1     | 0:57 | Ploiești, Romania                      |                                                                                    |
| Victorie   | 1–0        | Alex Gavrilă              | TKO (punches)                 | RXF 24                                 | 10 octombrie 2016  | 1     | 0:10 | Brașov, Romania                        | Debut la categoria grea.                                                           |